# Brendan Shanahan
Brendan Frederick Shanahan (ur. 23 stycznia 1969 w Mimico) – kanadyjski hokeista.
Ma trzech braci – Danny’ego, Briana i Shauna.

## Kariera zawodnicza

### Kluby
- Mississauga Reps Min. Midget AAA (1984-1985)
  -  Dixie Beehives (1985)
- London Knights (1985-1987)
- New Jersey Devils (1987-1991)
- St. Louis Blues (1991-1995)
- Düsseldorfer EG (1994)
- Hartford Whalers (1995-1996)
- Detroit Red Wings (1996-2006)
- New York Rangers (2006-2008)
- New Jersey Devils (2008-2009)

W swojej karierze w NHL Shanahan zdobył ponad 600 bramek i jest jednym z najskuteczniejszych napastników w lidze. W swojej karierze grał wcześniej w New Jersey Devils, St. Louis Blues, Hartford Whalers i Detroit Red Wings, z którymi odnosił największe sukcesy – tam zdobył trzy Puchary Stanleya. Brendan jest synem Rosaleen i Donala i w młodości grał w lacrosse w swoim rodzinnym mieście położonym niedaleko Toronto.
Został wybrany w pierwszej rundzie draftu w 1987 roku przez New Jersey Devils z numerem drugim. Pierwszy w tamtym drafcie został wybrany Pierre Turgeon. Po wyśmienitej karierze juniorskiej w London Knights w OHL wymagania stawiane temu zawodnikowi były bardzo wysokie a swoją grą potwierdził swój talent do gry. Jego numer '19' został zastrzeżony przez zespół Knights.
Kanadyjczyk wygrał w swojej karierze trzy najważniejsze trofea hokejowe – Puchar Stanleya, złoto olimpijskie i mistrzostwa świata. Jest on jednym z 19 zawodników, którym to się powiodło. Dodatkowo, jako jeden z pięciu zawodników w historii (na rok 2006) dołożył do tego dorobku zwycięstwo w Pucharze Kanady/Pucharze Świata w Hokeju.
Przez swój duży wzrost i wagę Shanahan dobrze gra fizycznie, co przyczynia się też do spędzania sporej ilości minut na ławce kar. W całej swojej karierze tylko w dwóch sezonach miał ich poniżej 100.

### New Jersey Devils (1988-1991)
W swoim pierwszym sezonie w NHL Shanahan rozegrał 65 spotkań, w których zdobył 7 bramek i 26 punktów. W kolejnych latach rozwinął bardziej skrzydła i poprawił swoje zdobycze punktowe, do czego na pewno przyczynił się fakt, że mógł spędzać na lodzie więcej czasu. Rok później zapisał na swoim koncie już 50 oczek a w sezonie 1989/90 miał ich już 72. Jako 22-latek był już w NHL uznanym napastnikiem.

### St. Louis Blues (1991-1995)
25 lipca 1991 roku Shanahan podpisał kontrakt z St. Louis Blues. Ponieważ był wtedy ograniczonym wolnym agentem, zgodnie z ówczesnymi przepisami, New Jersey Devils należała się jakaś rekompensata. Z reguły, funkcję rekompensaty spełniały wybory w drafcie, lecz Blues byli już winni cztery wybory w pierwszych rundach Washington Capitals za podpisanie Scotta Stevensa rok wcześniej. Dlatego Blues zaproponowali Devils Curtisa Josepha, Roba Brind'Amoura i jeszcze dalsze dwa wybory w drafcie. Devils chcieli jednak od Blues Stevensa. Sprawa trafiła do arbitrażu, gdzie została podjęta decyzja, że 'Nutki' muszą za Shanahana oddać Stevensa.
Pierwszy rok w Blues wyglądał w przypadku Shanahana podobnie do wcześniejszych lat w Devils, lecz w sezonie 1992/93 nastąpił wybuch formy. W 71 meczach Shanny zdobył 51 bramek i dołożył jeszcze 43 asysty, co dało w sumie 94 punkty. Rok później poprawił wynik do 102 oczek i wystąpił w Meczu Gwiazd NHL. Po sezonie został też wybrany do Pierwszej Drużyny Gwiazd NHL. Podczas strajku ligi Shanahan grał w zespole Düsseldorfer EG w Deutsche Eishockey Liga, gdzie w trzech meczach zdobył trzy bramki i pięć asyst. Gdy NHL wznowiła grę Shanahan ciągle grał dobrze w Blues, szczególnie w playoff, gdzie zdobył 9 punktów w zaledwie 5 meczach.

### Hartford Whalers (1995-1996)
27 lipca 1995 roku Shanahan został oddany do Hartford Whalers za Chrisa Prongera. Rozegrał tam tylko jeden cały sezon, w którym zdobył 44 bramki. Wystąpił też po raz kolejny w Meczu Gwiazd. Jednak już po dwóch meczach sezonu 1996/97, 9 października 1996 roku został, razem z Brianem Glynnem oddany do Detroit Red Wings. Do Hartford powędrowali Keith Primeau, Paul Coffey oraz wybór w pierwszej rundzie draftu.

### Detroit Red Wings (1996-2006)
Resztę sezonu Shanahan dograł na swoim normalnym poziomie, zapisując na swoim koncie 47 bramek i po raz kolejny został wybrany do Meczu Gwiazd. W playoffach dołożył od siebie 9 bramek i 8 asyst, pomagając Skrzydłom wygrać Puchar Stanleya po raz pierwszy od 1955 roku. W kolejnym sezonie Wings powtórzyli ten sukces, lecz Shanahan miał trochę słabszy sezon – zdobył tylko 57 punktów. Rok później ten wynik poprawił tylko o jedno oczko, lecz mimo to i tak wystąpił w kolejnym Meczu Gwiazd. W playoffach przełknął, wraz z całym zespołem, gorzką pigułkę kiedy Wings przegrali ze swoim wielkim rywalem Colorado Avalanche.
W sezonie 1999/2000 Shanahan zdobył 41 bramek, co wskazywało, że wrócił do swojej starej, wysokiej formy. Po sezonie po raz kolejny został wybrany do Pierwszej Drużyny Gwiazd ligi. Rok później zdobył 76 punktów, co było dobrym wynikiem w 'nowej NHL', w której padało ogólnie mniej bramek. Kolejnym sezonem sukcesu był sezon 2001/02. Red Wings wzmocnili się kilkoma weteranami, takimi jak Brett Hull czy Dominik Hašek i byli nominowani do wygrania Pucharu. Zespół nie zawiódł a swoją rolę rozegrał też Shanahan, zdobywając 37 bramek w sezonie regularnym i dokładając 19 punktów w playoffach. Wings sięgnęli po Puchar a Shanahan dodał do tego sukcesu złoty medal przywieziony z Olimpiady w Salt Lake City. Po sezonie został wybrany do Drugiej Drużyny Gwiazd NHL.
W sezonie 2002/03 Shanahan zdobył zaledwie 30 bramek i 68 punktów, co było słabym wynikiem w porównaniu z ostatnimi latami. Został jednak laureatem King Clancy Memorial Trophy za swoją działalność humanitarną. Rok później produktywność Kanadyjczyka spadła jeszcze bardziej i z 25 bramkami i 28 asystami zaliczył najgorszy sezon od 15 lat. Jednak w sezonie po lokaucie Shanahan znowu wywindował swoje wyniki strzelając 40 bramek i dokładając 41 punktów za asysty. Z 81 punktami był na trzecim miejscu pod względem skuteczności wśród graczy Wings.
Po zakończeniu tamtego sezonu klubowi z Detroit nie udało się przedłużyć kontraktu z Shanahanem, który podpisał jednoroczną umowę z New York Rangers na kwotę 4 milionów dolarów.

### New York Rangers (2006-2009)
Grając w drugiej linii zakończył sezon 2006/07 na czwartym miejscu w zespole z 62 punktami w 67 spotkaniach.
5 października 2006 roku, w meczu inauguracyjnym sezon w Madison Square Garden, Shanahan zdobył dwie bramki – odpowiednio numer 599 i 600 w swojej karierze. Rangers grali przeciwko Washington Capitals a w bramce stał Olaf Kolzig. Asysty przy obu trafieniach zaliczył Petr Průcha. Rangers wygrali to spotkanie 5:2. Shanahan jest 15. zawodnikiem, który osiągnął pułap 600 bramek w NHL.
14 listopada Shanahan otrzymał Mark Messier Leadership Award przyznawaną co miesiąc zawodnikowi wybranemu przez Marka Messiera, który jego zdaniem najlepiej przejawia na lodzie i poza nim zdolności przywódcze.
18 stycznia 2007 roku Kanadyjczyk został wybrany kapitanem drużyny reprezentującej Konferencję Wschodnią na Meczu Gwiazd NHL. Ten zaszczyt przypadł mu pierwszy raz w karierze, mimo siedmiu wcześniejszych występów w tym spotkaniu.
17 lutego, w meczu przeciwko Philadelphia Flyers, Shanahan zderzył się z Mikiem Knuble i przez kilka minut leżał nieprzytomny na lodzie a następnie został zabrany z lodu na noszach i przewieziony do Szpitala Świętego Vincenta. Został tam zbadany, lecz zarówno skan mózgu jak i zdjęcia rentgenowskie dały wynik negatywny. Mimo to został na noc w szpitalu na obserwacji. Następnego dnia został zwolniony do domu. Do gry powrócił 21 marca, na mecz również przeciwko Flyers, po 15 spotkaniach przerwy.
10 lipca Shanahan podpisał kolejny kontrakt z Rangers, przedłużający jego przygodę z tym klubem o kolejny rok. Sezon 2007/08 będzie 20. w karierze Kanadyjczyka a zarobi za niego 2,5 miliona dolarów plus bonusy, które mogą powiększyć jego zarobki do 4 milionów.

### New Jersey Devils (2009)
11 stycznia 2009 media doniosły o powrocie do drużyny, w której Brendan zaczynał swoją profesjonalną karierę, do New Jersey Devils.

## Poza lodem
Podczas lokautu w sezonie 2004/05 Shanahan był pomysłodawcą spotkania nazwanego później "Szczyt Shanahana". W tej dwudniowej konferencji w Toronto uczestniczyli zawodnicy, trenerzy i inni ludzie mający wpływ na NHL a celem rozmów była dyskusja na temat zmian w grze, mających poprawić tempo i jakość widowiska. Skutkiem spotkania było 10 rekomendacji, które zostały następnie przedstawione władzom ligi i związkowi graczy. Wśród nich była propozycja zaadaptowana już przez ligę, że krążek wystrzelony z pola gry przez zawodnika w tercji obronnej kończy się dwuminutową karą, nawet jeśli zawodnikiem tym nie jest bramkarz.
W życiu prywatnym Brendan jest mężem Catherine Janney (byłej żony kolegi Shanahana z St. Louis – Craiga Janneya). Pobrali się 4 lipca 1998 roku. Mają trójkę dzieci – bliźniaki Maggie i Jack urodzili się 23 listopada 2002 roku a córka Catherine Rosaleen 16 października 2006 roku. Shanahan został obywatelem USA 17 maja 2002 roku, lecz wyraża on cały czas chęć i gotowość do gry w reprezentacji Kanady.

## Statystyki
| 1985-86    | London Knights    | OHL        | 59   | 28  | 34  | 62   | 70   | 5   | 5  | 5  | 10  | 5   |
| 1986-87    | London Knights    | OHL        | 56   | 39  | 53  | 92   | 128  | --  | -- | -- | --  | --  |
| 1987-88    | New Jersey Devils | NHL        | 65   | 7   | 19  | 26   | 131  | 12  | 2  | 1  | 3   | 44  |
| 1988-89    | New Jersey Devils | NHL        | 68   | 22  | 28  | 50   | 115  | --  | -- | -- | --  | --  |
| 1989-90    | New Jersey Devils | NHL        | 73   | 30  | 42  | 72   | 137  | 6   | 3  | 3  | 6   | 20  |
| 1990-91    | New Jersey Devils | NHL        | 75   | 29  | 37  | 66   | 141  | 7   | 3  | 5  | 8   | 12  |
| 1991-92    | St. Louis Blues   | NHL        | 80   | 33  | 36  | 69   | 171  | 6   | 2  | 3  | 5   | 14  |
| 1992-93    | St. Louis Blues   | NHL        | 71   | 51  | 43  | 94   | 174  | 11  | 4  | 3  | 7   | 18  |
| 1993-94    | St. Louis Blues   | NHL        | 81   | 52  | 50  | 102  | 211  | 4   | 2  | 5  | 7   | 4   |
| 1994-95    | St. Louis Blues   | NHL        | 45   | 20  | 21  | 41   | 136  | 5   | 4  | 5  | 9   | 14  |
| 1994-95    | Düsseldorfer EG   | DEL        | 3    | 5   | 3   | 8    | 4    | --  | -- | -- | --  | --  |
| 1995-96    | Hartford Whalers  | NHL        | 74   | 44  | 34  | 78   | 125  | --  | -- | -- | --  | --  |
| 1996-97    | Hartford Whalers  | NHL        | 2    | 1   | 0   | 1    | 0    | --  | -- | -- | --  | --  |
| 1996-97    | Detroit Red Wings | NHL        | 79   | 46  | 41  | 87   | 131  | 20  | 9  | 8  | 17  | 43  |
| 1997-98    | Detroit Red Wings | NHL        | 75   | 28  | 29  | 57   | 154  | 20  | 5  | 4  | 9   | 22  |
| 1998-99    | Detroit Red Wings | NHL        | 81   | 31  | 27  | 58   | 123  | 10  | 3  | 7  | 10  | 6   |
| 1999-00    | Detroit Red Wings | NHL        | 78   | 41  | 37  | 78   | 105  | 9   | 3  | 2  | 5   | 10  |
| 2000-01    | Detroit Red Wings | NHL        | 81   | 31  | 45  | 76   | 81   | 2   | 2  | 2  | 4   | 0   |
| 2001-02    | Detroit Red Wings | NHL        | 80   | 37  | 38  | 75   | 118  | 23  | 8  | 11 | 19  | 20  |
| 2002-03    | Detroit Red Wings | NHL        | 78   | 30  | 38  | 68   | 103  | 4   | 1  | 1  | 2   | 4   |
| 2003-04    | Detroit Red Wings | NHL        | 82   | 25  | 28  | 53   | 117  | 12  | 1  | 5  | 6   | 20  |
| 2005-06    | Detroit Red Wings | NHL        | 82   | 40  | 41  | 81   | 105  | 6   | 1  | 1  | 2   | 6   |
| 2006-07    | New York Rangers  | NHL        | 67   | 29  | 33  | 62   | 47   | 10  | 5  | 2  | 7   | 12  |
| 2007-08    | New York Rangers  | NHL        | 73   | 23  | 23  | 46   | 35   | 10  | 1  | 4  | 5   | 8   |
| 2008-09    | New Jersey Devils | NHL        | 34   | 6   | 8   | 14   | 29   | 7   | 1  | 2  | 3   | 2   |
| NHL Ogółem | NHL Ogółem        | NHL Ogółem | 1524 | 656 | 698 | 1354 | 2489 | 184 | 60 | 74 | 134 | 280 |

## Kariera międzynarodowa
Oprócz dwóch Pucharów Stanleya, zdobytych z Detroit Red Wings, Shanahan ma na swoim koncie również sukcesy w dużych imprezach międzynarodowych. Jako junior wziął w 1987 roku udział w Mistrzostwach Świata Juniorów, lecz został z tej imprezy zdyskwalifikowany.
W 1991 roku zajął z reprezentacją Kanady pierwsze miejsce w Pucharze Kanady. Trzy lata później sięgnął po złoto na Mistrzostwach Świata. W Pucharze Świata w Hokeju na Lodzie w 1996 roku zajął drugie miejsce.
Podczas Olimpiady w Nagano zespół Kanady zawiódł i zajął dopiero czwarte miejsce. Poprawili się cztery lata później w Salt Lake City, wygrywając imprezę. Kanadyjczykom nie powiodło się też w 2006 roku na Mistrzostwach Świata, gdzie zajęli miejsce tuż poza podium, przegrywając z Finami.

## Wyróżnienia
- Hockey Hall of Fame: 2013[3]